# Лащук Іван Лук'янович
Лащук Іван Лук’янович (Псевдо: «Петро»; *22 березня 1931, с. Руденко, Радехівський район,  Львівська область — †28 грудня 2007, там же)  — лицар Срібного хреста заслуги УПА.

## Життєпис
Освіта – незакінчена середня. Закінчив 7 класів НСШ у с. Хмільно Радехівського р-ну (1947) та навчався у Львівській фельдшерсько-акушерській школі (1.09.1947-12.1949). Член молодіжної сітки ОУН у рідному селі. На нелегальному становищі від 20.05.1950 р. Бойовик керівників Бродівського районного (05.-07.1950), Бродівського надрайонного (07.1950-10.1950) та Золочівського окружного (11.1950-06.1951) проводів ОУН. У червні 1951 р. скерований на Волинь для розбудови оунівського підпілля, де виконував функції керівника Горохівського районного проводу ОУН (06.-08.1951). 9.08.1951 р. у бою з облавниками неподалік від с. Антонівка Берестечківського р-ну Волинської обл. був тяжко поранений та захоплений у полон. Перебував а лікуванні у м. Луцьку. 30.08.1951 р. заарештований Управлінням МДБ Волинської області. Перебував під слідством у тюрмах Луцька та Львова. 18.02.1952 р. ВТ військ МДБ Львівської обл. засуджений за ст. 54-1а, 54-11 КК УРСР на 25 років ВТТ з обмеженням у правах на 5 років та конфіскацією майна. Рішенням Комісії Президії ВР СРСР по розгляду дій на осіб відбуваючих покарання за політичні, посадові і господарські злочини від 16.07.1956 р. звільнений 9.08.1956 р. Рішенням Президії ВР СРСР від 31.01.1957 р. знову заарештований 19.02.1957 р. 29.05.1964 р. народним судом Торбєєвського р-ну засуджений за ст. 108 ч. 1 КК РРФСР на 3 роки позбавлення волі. Звільнений у 1979 р. Реабілітований 23.04.1992 р. Мешкав у рідному селі, де помер і похований.  

## Нагороди
- Згідно з Постановою УГВР від 5.07.1951 р. і Наказом Головного військового штабу УПА ч. 1/51 від 25.07.1951 р. кур’єр Бродівського надрайонного проводу ОУН Іван Лащук –- «Петро» нагороджений Срібним хрестом заслуги УПА.

## Вшанування пам'яті
- 14.10.2017 р. від імені Координаційної ради з вшанування пам’яті нагороджених Лицарів ОУН і УПА у м. Радехів Львівської обл. Срібний хрест заслуги УПА (№ 016) переданий Марії Шереметі, сестрі Івана Лащука – «Петра».